# 哀公 (斉)
哀公（あいこう、？ - 紀元前863年）は斉の第5代君主。癸公の子。

## 生涯
※特に注を付さない限り、『史記』「斉太公世家」による。
癸公の子として生まれる。諱は不辰。
癸公が薨去したため、姜不辰が立って斉君となる（以降は「哀公」と表記）。
紀侯の讒言により周の夷王によって釜茹での刑（烹）に処せられる。
哀公の薨去後、異母弟の姜静が立って斉君（胡公）となった。同母弟に姜山（のちに献公）がいる。

## 史料
- ウィキソースに以下の原文があります。
  - 『史記』　卷三十二 齊太公世家 第二
- 史記（繁体字中国語）